# Romanzi di Forgotten Realms
I Romanzi di Forgotten Realms è una lista che elenca i romanzi fantasy basati sull'ambientazione Forgotten Realms, in ordine cronologico, seguendo il Calendario delle Valli, abbreviato in CV, tradotti e pubblicati in Italia ad opera della casa editrice Armenia. Gli originali, in inglese, sono stati pubblicati da TSR e Wizards of the Coast.

## Trilogia di Elminster (212-767 CV)
(The Elminster Series)
Autore: Ed Greenwood
1. Elminster - La nascita di un mago, 2000 (Elminster - The Making of a Mage, 1994) (212-241)
2. Elminster - Il viaggio, 2001 (Elminster in Myth Drannor, 1997) (241-261)
3. Elminster - La tentazione, 2001 (The Temptation of Elminster, 1998) (759-767)

## Trilogia degli elfi scuri (1297-1347 CV)
(The Dark Elf Trilogy)
Autore: R.A. Salvatore
1. Il dilemma di Drizzt, 2000 (Homeland, 1990) (1297-1328)
2. La fuga di Drizzt, 2001 (Exile, 1990) (1330-1340)
3. L'esilio di Drizzt, 2001 (Sojourn, 1991) (1340-1347)

## I cavalieri di Myth Drannor (1348 CV)
(The Knights of Myth Drannor)
Autore: Ed Greenwood
1. Le spade di Eveningstar, 2008 (Swords of Eveningstar, 2006) (1348)
2. Le spade di Dragonfire, 2009 (Swords of Dragonfire, 2007) (1348)

Il terzo romanzo è ancora inedito in Italia

## Trilogia delle terre perdute (1351-1357 CV)
(The Icewind Dale Trilogy)
Autore: R.A. Salvatore
1. Le lande di ghiaccio, 2002 (The Crystal Shard, 1988) (1351-1356)
2. Le lande d'argento, 2002 (Streams of Silver, 1989) (1356)
3. Le lande di fuoco, 2003 (The Halfling's Gem, 1990) (1356-1357)

## Trilogia di Maztica (1352-1362 CV)
(The Maztica Trilogy)
Autore: Douglas Niles
1. Elmo di ferro (Ironhelm, 1990) (1352-1361)
2. Mano di vipera (Viperhand, 1990) (1361)
3. Drago piumato (Feathered Dragon, 1991) (1361-1362)

## La saga di Shandril (1357 CV)
(Shandril's Saga)
Autore: Ed Greenwood
1. Il fuoco della magia, 2007 (Spellfire, 1988) (1357)
2. La corona di fuoco, 2007 (Crown of Fire, 1994) (1357)

Il terzo romanzo è ancora inedito in Italia

## L'eredità di Drizzt (1357-1364 CV)
(Legacy of the Drow)
Autore: R.A. Salvatore
1. L'eredità, 2001 (The Legacy, 1992) (1357)
2. Notte senza stelle, 2001 (Starless Night, 1993) (1357)
3. L'assedio delle ombre, 2004 (Siege of Darkness, 1994) (1358)
4. L'alba degli eroi, 2004 (Passage to the Dawn, 1996) (1364)

## Trilogia degli Avatar (1358 CV)
(The Avatar Series)
Autori: Scott Ciencin e Troy Denning (entrambi con lo pseudonimo di "Richard Awlinson")
1. La città delle ombre, 2001 (Shadowdale, 1989) (1358)
2. La città di Tantras, 2001 (Tantras, 1989) (1358)
3. La città degli abissi, 2002 (Waterdeep, 1989) (1358)

In lingua originale altri due romanzi facevano parte della Avatar Series

## Luci e ombre (1361 CV)
(Starlight and Shadows)
Autore: Elaine Cunningham
1. La figlia del drow, 2003 (Daughter of the Drow, 1995) (1361)
2. Trame nell'oscurità, 2003 (Tangled Webs, 1996) (1361)
3. Windwalker, 2004 (Windwalker, 2003) (1361)

## The cleric quintet (1361-1362 CV)
(The Cleric Quintet) 
Autore: R.A. Salvatore
1. Il cantico, 2003 (Canticle, 1991) (1361)
2. Le ombre della foresta, 2003 (In Sylvan Shadows, 1992) (1361)
3. Le maschere della notte, 2003 (Night Masks, 1992) (1361)
4. La fortezza caduta, 2004 (The Fallen Fortress, 1993) (1361-1362)
5. La maledizione del caos, 2004 (The Chaos Curse, 1994) (1362)

## I sentieri delle tenebre (1364-1370 CV)
(Paths of Darkness)
Autore: R.A. Salvatore
1. La lama silente, 2002 (The Silent Blade, 1998) (1364)
2. L'ora di Wulfgar, 2002 (The Spine of the World, 1999) (1365-1369)
3. Il mare delle spade, 2003 (Sea of Swords, 2001) (1369-1370)

Originariamente la serie comprendeva anche Il servitore della reliquia, poi incluso nella trilogia I soldati di ventura.

## I soldati di ventura (1366-1368 CV)
(The Sellswords)
Autore: R.A. Salvatore
1. Il servitore della reliquia, 2003 (Servant of the Shard, 2000) (1366)
2. La promessa del Re Stregone, 2006 (Promise of the Witch-King, 2005) (1368)
3. La strada del Patriarca, 2006 (Road of the Patriarch, 2006) (1368)

## La lama del cacciatore (1370-1371 CV)
(The Hunter's Blade Trilogy)
Autore: R.A. Salvatore
1. L'orda degli orchi, 2004 (The Thousand Orcs, 2002) (1370)
2. Il cacciatore solitario, 2005 (The Lone Drow, 2003) (1370)
3. Le due spade, 2006 (The Two Swords, 2004) (1370-1371)

## Transizioni (1372-1472 CV)
(Transitions)
Autore: R.A. Salvatore
1. Il re degli orchi, 2008 (The Orc King, 2007) (1372 e 1472)
2. Il re dei pirati, 2009 (The Pirate King, 2008) (1376-1377)
3. Il re degli spettri, 2012 (The Ghost King, 2009) (1385)

## La guerra della regina ragno (1372 CV)
(War of the Spider Queen)
Autori: Richard Lee Byers, Thomas M. Reid, Richard Baker, Lisa Smedman, Philip Athans, Paul S. Kemp (supervisione di R.A. Salvatore)
1. Dissolution, 2002 (Dissolution, 2002), di Richard Lee Byers (1372)
2. Insurrection, 2004 (Insurrection, 2002), di Thomas M. Reid (1372)
3. Condemnation, 2005 (Condemnation, 2003), di Richard Baker (1372)
4. Extinction, 2005 (Extinction, 2004), di Lisa Smedman (1372)
5. Annihilation, 2006 (Annihilation, 2004), di Philip Athans (1372)
6. Resurrection, 2006 (Resurrection, 2005), di Paul S. Kemp (1372)

## L'epopea di Elminster (1372-1373 CV)
(The Elminster Series)
Autore: Ed Greenwood
1. Elminster all'inferno, 2003 (Elminster in Hell, 2001) (1372)
2. La figlia di Elminster, 2005 (Elminster's Daughter, 2004) (1373)

In lingua originale facevano parte della Elminster Series come la Trilogia di Elminster

## Trilogia di Erevis Cale (1373 CV)
(The Erevis Cale Trilogy)
Autore: Paul S. Kemp
1. Cala il crepuscolo, 2006 (Twilight Falling, 2003) (1373)

Armenia ha dichiarato che, a causa del poco successo, non pubblicherà i seguiti di questo romanzo

## La guerra del crepuscolo (1374 CV)
(The Twilight War)
Autore: Paul S. Kemp
1. La Progenie dell'Ombra, 2008 (Shadowbred, 2006) (1374)

Armenia ha dichiarato che, a causa del poco successo, non pubblicherà i seguiti di questo romanzo

## Raccolte
- Trilogia degli elfi scuri (Il dilemma di Drizzt - La fuga di Drizzt - L'esilio di Drizzt), 2005, di R.A. Salvatore
- Trilogia delle terre perdute (Le lande di ghiaccio - Le lande d'argento - Le lande di fuoco), 2006, di R.A. Salvatore
- I sentieri delle tenebre (La lama silente - L'ora di Wulfgar - Il mare delle spade), 2009, di R.A. Salvatore
- Le lame del cacciatore (L'orda degli orchi - Il cacciatore solitario - Le due spade), 2010, di R.A. Salvatore
- La trilogia degli Avatar (La città delle ombre - La città di Tantras - La città degli abissi), 2009, di Richard Awlinson

## Guide, accessori, ambientazioni e moduli d'avventura
- Guida alla leggenda di Drizzt di R.A. Salvatore, 2009, di Athans Philip, Armenia
- Forgotten Realms - A spasso per i reami, di Greenwood Ed, Grubb Jeff, 1998, Twenty Five Edition
- Forgotten Realms - Dar vita ai reami, di Greenwood Ed, Grubb Jeff, 1998, Twenty Five Edition
- Forgotten Realms - Shadowdale, 1998, di Greenwood Ed, Grubb Jeff, Bingle Don, 1998, Twenty Five Edition
- Forgotten Realms - I drow dei reami, 1999, di Greenwood Ed, Twenty Five Edition
- Forgotten Realms - Cormyr, di Greenwood Ed, Grubb Jeff, Twenty Five Edition
- Forgotten Realms - Il segreto del bosco dei ragni, 1998, di Butler Jim, Twenty Five Edition
- Forgotten Realms - La spada delle valli, 1998, di Butler Jim, Twenty Five Edition
- Forgotten Realms - Il ritorno di Randal Morn, 1999, di Butler Jim, Twenty Five Edition
- Forgotten Realms - Castel Spulzeer, 1999, di Stewart Doug, Twenty Five Edition
- Forgotten Realms - La torre maledetta, Twenty Five Edition
- Forgotten Realms - Ambientazione, 2001, di Greenwood Ed, Reynolds Sean K., Williams Skip, Heinsoo Rob, Twenty Five Edition
- Forgotten Realms - Compendio dei mostri: I mostri di Faerûn, 2001, di Wyatt James, Heinsoo Rob, Twenty Five Edition
- Forgotten Realms - Magia di Faerûn, 2002, di Reynolds Sean K., Maxwell Duane, McCoy Angel, Twenty Five Edition
- Forgotten Realms - La città della regina ragno, 2003, di Wyatt James, Twenty Five Edition
- Forgotten Realms - Signori dell'oscurità, 2003, di Carl Jason, Reynolds Sean K., Twenty Five Edition
- Forgotten Realms - Marche d'argento, 2004, di Greenwood Ed, Carl Jason, Twenty Five Edition
- Forgotten Realms - Razze di Faerûn, 2004, di Boyd Eric L., Forbeck Matt, Jacobs James, Twenty Five Edition
- Forgotten Realms - Fedi e Pantheon, 2005, di Boyd Eric L., Mona Erik, Twenty Five Edition
- Forgotten Realms - Sottosuolo di Faerûn, 2005, di Cordell Bruce R., Kestrel Gwendolyn F., Quick Jeff, Twenty Five Edition
- Forgotten Realms - Guida del giocatore a Faerûn, 2005, di Baker Richard, Stout Travis, Wyatt James, Twenty Five Edition
- Forgotten Realms - Irraggiungibile est, 2005, di Baker Richard, Forbeck Matt, Reynolds Sean K., Twenty Five Edition
- Forgotten Realms - Regni del serpente, 2006, di Greenwood Ed, Boyd Eric L., Drader Darrin, cur. Williams P., Twenty Five Edition
- Forgotten Realms - Splendente sud, 2007, di Reid Thomas M., Twenty Five Edition
- Forgotten Realms - Imperi perduti di Faerûn, 2007, di Baker Richard, Bonny Ed, Stout Travis, Twenty Five Edition
- Forgotten Realms - Campioni della Rovina, 2008, di Croonk Jeff, Upchurch Wil, Boyd Eric L, Twenty Five Edition
- Dungeons & Dragons - Forgotten Realms: Ambientazione, 2008, di Cordell Bruce R., Greenwood Ed, Sims Chris, Twenty Five Edition
- Dungeons & Dragons - Guida del giocatore a Forgotten Realms, 2008, di Heinsoo Rob, Bonner Logan, Schwalb Robert J., Twenty Five Edition